# Amnesia: A Machine for Pigs
Amnesia: A Machine for Pigs is een survival horrorspel ontwikkeld door The Chinese Room en uitgegeven door Frictional Games. Het is uitgebracht op Steam op 10 september 2013 en is het indirecte vervolg op Amnesia: The Dark Descent.

## Verhaal
Dit verhaal speelt zich af op oudejaarsavond van het jaar 1899 in Londen. Oswald Mandus, de rijke oprichter van een productiefabriek, wordt wakker in zijn landhuis met hoge koorts. Hij heeft geen idee hoelang hij al in zijn bed lag en weet niet meer wat er allemaal is gebeurd. Hij besluit om op zoek te gaan naar zijn kinderen. Dan krijgt hij telefoon van een onbekend persoon, die vertelt dat Oswalds fabriek en de hoofdmachine gesaboteerd zijn. Zijn kinderen zouden zich op het diepste punt van de fabriek bevinden. Oswald moet zich haasten om zijn kinderen te redden. Zo begint Oswald zijn tocht door de fabriek, op zoek naar zijn kinderen. Hij ontdekt echter al snel dat hij niet alleen in de fabriek is. Monsterachtige varkens zitten hem namelijk op de hielen.

## Gameplay
Het spel speelt opnieuw in een eerstepersoonsperspectief. In tegenstelling tot The Dark Descent, heeft de speler nu een elektrische lamp, die deze bij wijze van spreken eeuwig kan gebruiken. Ook verliest de speler geen geestelijke gezondheid meer als deze zich in het donker bevindt en naar monsters kijkt. Ook kan de speler alleen nog voorwerpen oppakken die deze nodig heeft om verschillende puzzels op te lossen. De speler heeft echter geen middelen om zichzelf te verdedigen en moet zich verstoppen voor monsters of deze zien af te schudden.
De speler moet verschillende puzzels oplossen en het spel heeft naast survivalhorror-elementen ook adventure-elementen. Interactie met de omgeving wordt uitgevoerd met behulp van een methode waarbij de muis functioneert als een hand, wat betekent dat de speler onder andere bijvoorbeeld het muiswiel moet gebruiken om objecten te draaien.